# Happy Sky
Happy Sky – судно для перевезення великовагових вантажів. Належить до типу Lo-Lo (Lift on/lift out), тобто провадить завантаження та розвантаження за допомогою власного кранового обладнання. 

## Характеристики
Судно спорудили у 2013 році на замовлення нідерландської компанії BigLift Shipping, яка спеціалізується у перевезеннях нестандартних вантажів. Будівництво корпусу відбувалось на індійській верфі Larsen&Toubro в Сураті, після чого в Китаї на верфі компанії Huisman China (Чжанчжоу, провінція Фуцзянь) змонтували два щоглові крани вантажопідйомністю по 900 тонн. Цю операцію виконали за допомогою встановленого на причальній стінці верфі крану, який має власне ім’я Skyhook (та вантажопідйомність 2400 тонн), при чому для останнього це було перше завдання.
Крани здатні підіймати вантаж на висоту до 41 метра над відкритою палубою, яка має площу 3000 м2. Під нею розташовується твіндек площею 1742 м2, під яким знаходиться ще один вантажний трюм над резервуарами площею 1530 м2. Дві верхні палуби витримують навантаження до 12,5 тонн/м2, тоді як над резервуарами цей показник підвищується до 20 тонн/м2. Happy Sky може провадити транспортування зі знятими люками двох верхніх палуб, що створює єдиний вантажний простір.
Операційна швидкість судна складає 15 вузлів, а силова установка з двигуном Wärtsilä 8L46C має потужність у 8,8 МВт.
Потужне кранове обладнання Happy Sky ставить його за цим показником в один ряд з плавучими кранами великої вантажопідйомності, проте останні не призначаються для транспортування вантажів (хоча можуть переміщувати об’єкти на помірні дистанції, наприклад, на стропах). Основною функцією таких суден як Happy Sky є доставка важких нестандартних вантажів, наприклад, портового обладнання (крани, перевантажувачі), модулів офшорних нафтогазових платформ, обладнання нафтохімічної промисловості. При цьому за необхідності судно може провести операцію з монтажу доставленого об’єкту.

## Завдання судна
Першим завданням судна була доставка з Шанхаю модулів причального комплексу для другої фази проекту Кейп-Ламберт (Cape Lambert Port B). Розташований на північно-західному узбережжі Австралії порт обслуговує вивіз залізної руди, видобутої у регіоні Пілбара. Судно прийняло на борт три модулі вагою від 780 до 990 тонн, а також швартовочний буй вагою 220 тонн.
Далі Happy Sky провело операцію з доставки потужного (вантажопідйомність 1800 тонн) портального крана, виготовленого у південнокорейському Мокпхо. Він призначався для нової верфі Estaleiro Enseada do Paraguaçu Shipyard, розташованої неподалік столиці бразильського штату Баїя міста Салвадор.
З літа 2014-го судно знов задіяли у модернізації австралійського портового господарства, на цей раз в Порт-Гедленді. У червні та жовтні з Чжанчжоу були доставлені дві перевантажувальні машини, причому в кожному випадку після доставки Happy Sky підняв по частинах і забезпечив передачу на злам старих машин. А в кінці року судно доставило з Нантонгу чотири модулі для причалу з відвантаження залізної руди.
Весною 2015-го Happy Sky протранспортував з верфі в китайському місті Яньтай дві конструкції, що мали з’єднувати платформи на ангольському офшорному нафтовому проекті Мафумейра-Сул. Більша з конструкцій мала вагу 780 тонн та довжину 160 метрів, через що виступала за габарити судна на 36 метрів. По прибутті на місце призначення вантаж зняли та одразу змонтували плавучі крани великої вантажопідйомності Thialf та Hermod.
Пізніше в тому ж році він виконав завдання з доставляння вантажу для заводу з виробництва зрідженого природного газу Ямал ЗПГ у порт Сабетта (узбережжя Карського моря). Після цього Happy Sky попрямувало Північним морським шляхом до Берингової протоки, завдяки чому стало першим  судном з Нідерландів, яке виконало подібну подорож. Можливо також відзначити, що надалі судна компанії BigLift здійснили в інтересах Ямал ЗПГ біля півсотні рейсів.
Ще одним завданням судна стало перевезення двох реакторних колон з південнокорейського Масану до Саудівської Аравії, де реалізовували масштабний проект нового НПЗ Джазан. Менший з об’єктів важив 650 тонн при довжині 75 метрів та діаметрі 11 метрів, тоді як друга колона при вазі 1300 тонн мала довжину 110 метрів та діаметр 10 метрів.

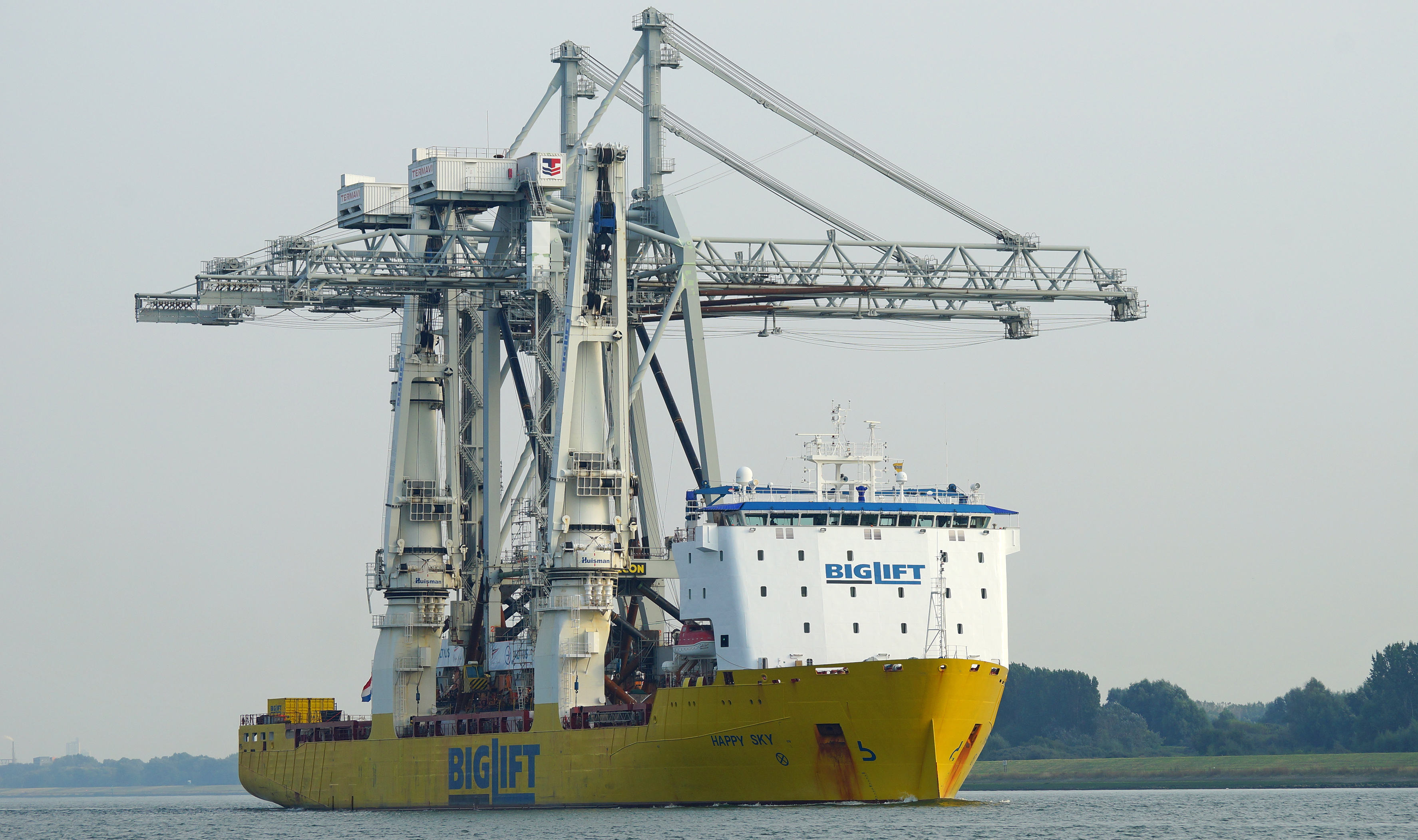
Судно під час транспортування кранів з Роттердаму до Віго

У 2016 році Happy Sky протранспортувало два крани, що раніше обслуговували контейнерний термінал у Роттердамі, до нового місця роботи на терміналі Термаві в іспанському порту Віго (атлантичне узбережжя). Крани вагою по 800 тонн мали висоту 60 метрів та ширину 86 метрів, внаслідок чого виступали за габарити судна на 40 та 18 метрів для різних бортів. Оскільки вони не були розраховані на перевезення по морю, перед операцією знадобилось провести підсилення конструкції, що потребувало 80 тонн сталі для кожного крану.
У тому ж році Happy Sky доставило з Кадісу (Іспанія) в канадський Галіфакс два житлові модулі вагою 650 тонн та розмірами 34х25х22 метри, призначені для офшорних суден постачання. Корпуси останніх спорудили в румунському Галаці та відбуксирували через Атлантику до місця остаточної збірки.
В 2017-му судно задіяли в операції з доставки кількох десятків модулів, виготовлених в Південній Кореї та Китаї для одного з підприємств нафтохімічної промисловості, що з’явились в США завдяки «сланцевій революції» – крекінг-установки Лейк-Чарльз.
Того ж року Happy Sky доставило два вугільні перевантажувачі з китайського Даляню до російського порту Восточний, розташованого у Приморському краї на березі Японського моря (бухта Врангеля).
Все так же у 2017-му судно здійснило чотири вояжі між французьким портом Монтуар-де-Бретань та нідерландським Емсгафеном для доставки 24 гондол вітрових агрегатів офшорної ВЕС Меркур. Завантаження відбувалось за один раз за допомогою спеціальної рампи. Крім того, за два рейси в Емсгафен доставили із німецького Куксгафену 21 секцію башт, на які монтуватимуться турбіни.
Зимою 2017/2018 Happy Sky перевезло з польського Гданська до Х'юстону (узбережжя Мексиканської затоки) два реактори для потужної крекінг-установки, що споруджується в окрузі Бівер (штат Пенсільванія). Кожен реактор мав розміри 74х1х5,5 метра та вагу 682 тонни. З Х'юстона вони були відправлені до місця будівництва на баржі по внутрішніх водних шляхах.